# Marias River massakren
Marias River-massakren er den amerikanske hærs massakre på en venligsindet og sygdomsramt lejr piegan blackfoot under høvding Heavy Runner den 23. januar 1870 i det nordcentrale Montana. Massakren omtales også som Baker Massacre efter major Eugene Baker, der havde kommandoen over de involverede styrker.:50  Tabstallet varierer fra 150:60  over 173:29  til 217:65  dræbte pieganer, der stort set alle var non-kombattanter.:95, note 57 
Massakren førte til også tidligere hørte polemikker mellem militærfolk og amerikanske myndigheder med andre ansvarsområder.:62-64 
Årtier senere søgte flere af de overlevende forgæves USA om erstatning for tabene lidt under det uberettigede angreb.:66 

## Optakten
I 1855 havde pieganerne indgået en traktat med USA, der sikrede dem store landområder på begge sider af Missouri River i det nordlige Montana øst for Rocky Mountains, herunder bifloden Marias River. USA sikrede sine borgere ret til en tryg gennemrejse og et sikkert ophold i området. Til gengæld lovede hæren at beskytte stammen mod overgreb fra indvandrerne.:737 
Fra 1868 og ind i 1869 meldte hvide nybyggere i Montana Territory om indianerangreb og hestetyverier. Selv tyede de til mord:53  og også selvtægt og lynjustits, når de efter eget skøn fandt det berettiget. Igennem efteråret 1869 vedblev pieganerne at blive beskyldt for talrige drab og hestetyverier. Hæren fik dog aldrig den efterspurgte dokumentation og konkluderede, at meldingerne om en veritabel piegan krig mod de hvide i Montana byggede på rygter.:54 
En konkret hændelse var imidlertid den unge piegan Owl Childs drab på ranch-ejer Malcolm Clarke den 17. august 1869:53  som kulminationen på en længere familie-tvist. (Clarkes indianske kone var Owl Childs kusine). Clarke lader til at have lagt an på eller ligefrem voldtaget Owl Childs kone nogle måneder før under et besøg på hans ranch.:123  I forbindelse med Owl Childs blodhævn blev Clarkes søn Horace skudt i ansigtet af høvding Montain Chiefs søn, Black Weasel,:54  men overlevede.:123 
I oktober kom der en arrestordre på Owl Child, Black Weasel og tre andre medansvarlige i høvding Mountain Chiefs lejr, og den 4. november gav general Sherman grønt lys for en militæraktion mod pieganerne.:55  Major Baker blev tildelt opgaven, og han fik en direkte opfordring til at slå hårdt ned på dem.:117  Oberst Philippe Régis De Trobriand i Fort Shaw ved Sun River, Montana, gjorde det dog utvetydigt klart, at lejre under de venligsindede høvdinge Heavy Runner (også kendt som Bear’s Head) og Big Lake ikke måtte røres.:56 

## Massakren
Major Baker og hæren forlod Fort Ellis ved East Gallatin River, Montana, den 6. januar 1870. Med ekstra mænd fra Fort Shaw fordelte fire kompagnier fra det 2. kavaleri-regiment, 55 beredne infanterister samt 83 regulære soldater fra det 13. infanteri-regiment:56  sig omkring høvding Heavy Runners lejr før daggry den 23. januar.
Hærens spejder og tolk var Joe Kipp, der kendte de forskellige piegan lejre. Han advarede forgæves Baker om, at han gjorde klar til at angribe en venligsindet lejr.:57  Baker placerede en vagt ved Kipp, der skulle skyde ham, hvis han prøvede at advare pieganerne.:120  Den myrdede Malcolm Clarkes søn, Horace, var også med hæren for at deltage i pågribelsen af sin fars drabsmænd. Ligesom Kipp genkendte han lejren som Heavy Runners og ikke Mountain Chiefs, hvor de eftersøgte pieganer mentes at opholde sig.:65 
På kommando skød soldaterne ind i lejren fra flere sider. Nogle i lejren lå syge med kopper,:58  mange sov stadig og en gruppe raske mænd havde forladt tipierne tidligt for at gå på jagt. Omkring ti unge mænd eller store drenge vogtede en hesteflok. Ved de første salver løb høvding Heavy Runner frem med et stykke papir i hånden, der sandsynligvis bar vidnesbyrd om hans venskab med de hvide.:41  Han nåede Baker, der rev papiret itu, inden Heavy Runner blev dræbt af skud.:57  Flere i høvdingens familie overlevede heller ikke dagen, deriblandt hans kone Whole Woman.:60 
Soldaterne trængte ind i lejren nærmest uden modstand, da de fleste var børn, kvinder og ældre mænd.:60  Nogle pieganer blev skudt i deres tipier,:60  andre udenfor, mens enkelte flygtede over den tilfrosne Marias River i bidende kulde.:61 
Næsten alle tipier blev væltet omkuld af angriberne og stukket i brand, stadig med folk inde i enkelte af dem.:69  Bunker af bisonskind og andre efterladte ejendele blev konfiskeret eller ødelagt.:65  To tipier fik lov at stå som nattely for en gruppe tilfangetagne pieganer, hvoraf visse blev dræbt i løbet af natten.:61 
Joe Kipp gik hen over slagmarken, og efter hans egne oplysninger talte han 217 lig.:65 
Hærens såkaldte ”Piegan ekspedition”:50  kostede én:29  eller to soldater livet og sluttede, da soldaterne var tilbage i Fort Ellis den 6. februar.:52 

## Efter massakren
Allerede sidst i januar havde pieganernes indianeragent (fuldmægtig) William B. Pease informeret Montana Superintendent of Indian Affairs, Alfred Sully, om massakren. Baseret på yderligere vidneudsagn fra flere af de overlevende konkluderede Pease i en rapport, at hæren havde dræbt 173, hvoraf højst 15 kunne anses for at have været kampdygtige.:62 
Nyheden om massakren på en venligsindet lejr pieganer blev trykt i bl.a. New York Times, og et referat af Peases rapport blev læst op i kongressen. Anklaget af hæren for at fordreje kendsgerningerne, bad Pease om en tilbundsgående undersøgelse af dennes optræden under angrebet: Havde soldaterne overtrådt General Order No. 100 om ikke at skyde på ubevæbnede folk?:62  Beskyldningerne frem og tilbage fortsatte. Oberst Trobriand, der før havde afvist forlydenderne om en piegan krig og udtrykkeligt fredet høvding Heavy Runners lejr, støttede hærens udlægning af det passerede, nu da sket var sket og intet stod til at ændre.:64  Langsomt blev hærens version om et nødvendigt angreb hovedsageligt rettet mod en fjendtlig lejr den fremherskende.:65 

## Hvad der siden skete
Spejderen Joe Kipp opfostrede nogle af høvding Heavy Runners små og forældreløse børn og giftede sig siden med en overlevende fra massakren.:65  I tiåret for blodbadet formanede han pieganerne om det vigtige i at huske, hvad der var sket. Han skrev siden sin øjenvidneskildring af massakren som dokumentation for det berettigede i at nogle af de overlevende søgte erstatning fra USA.:65 
Horace Clarke beskyldte i vidneudsagn og i sine erindringer major Baker for at have været påvirket af alkohol og uegnet til at lede en hær på dagen for angrebet. Han anklagede ham for bevidst at have angrebet en forkert og venligsindet lejr.:65 
Owl Child kom aldrig for retten under anklage om at have myrdet Malcolm Clarke i august 1869.:53 
I 1913 bad flere overlevende, bl.a. tre af høvding Heavy Runners børn, forgæves USA om 75.000 dollars i erstatning for tab af liv og ejendele.:66 
Pieganen Bear Head var 13 år gammel og vogtede heste, da Baker angreb.:69  Han fortalte, hvad han huskede fra den dag, til forfatteren og vennen James Willard Schultz i 1935.:67  Great Falls Tribune trykte beretningen i 1937.:96 
En sen efterkommer af et af de overlevende børn, Ramona Big Head, skrev børne-teaterstykket ”Strike Them Hard” om massakren, der ved premieren i 2008 i New York City blev opført af 23 børn fra blackfoot stammen.:217 